# Wellega
Le Wellega (ou Welega) était une des provinces de l'Éthiopie jusqu'en 1995. Sa capitale était Nekemte. Depuis 1995, la province n'existe plus, elle a été divisée entre des zones de la région Oromia et des zones de la région de Benishangul-Gumuz.

## Awrajas
La province Wellega était divisée en 6 awrajas.
| Awraja      | Capitale administrative | Répartition dans les zones actuelles                                  |
| ----------- | ----------------------- | --------------------------------------------------------------------- |
| Asosa       | Asosa                   | - Asosa (BG) - Kamashi (BG) - Mirab Welega (Oromia)                   |
| Kelem       | Dembidolo               | - Kelam Welega (Oromia)                                               |
| Gimbi       | Gimbi                   | - Mirab Welega (Oromia) - Kamashi (BG)                                |
| Arjo        | Arjo                    | - Misraq Welega (Oromia)                                              |
| Nekemte     | Nekemte                 | - Misraq Welega (Oromia)                                              |
| Horo Guduru | Shambu                  | - Horo Guduru Welega (Oromia) - Misraq Welega (Oromia) - Kamashi (BG) |